# Загожин (Малопольське воєводство)
Загожин (пол. Zagorzyn) — село в Польщі, у гміні Лонцько Новосондецького повіту Малопольського воєводства.
Населення — 944 особи (2011).
У 1975-1998 роках село належало до Новосондецького воєводства.

## Демографія
Демографічна структура станом на 31 березня 2011 року:
|          | Загалом | Допрацездатний вік | Працездатний вік | Постпрацездатний вік |
| -------- | ------- | ------------------ | ---------------- | -------------------- |
| Чоловіки | 483     | 142                | 293              | 48                   |
| Жінки    | 461     | 126                | 263              | 72                   |
| Разом    | 944     | 268                | 556              | 120                  |